# Zulu (lớp tàu ngầm)
Tàu ngầm Đề án 611 (tiếng Nga:Проекта 611 - Proyekta 611) là loại tàu ngầm tấn công của hải quân Xô Viết, nhưng 6 chiếc đã được sửa chữa để trở thành tàu ngầm mang tên lửa hành trình đầu tiên trên thế giới vào năm 1956, một chiếc được trang bị 1 tên lửa Scud F-11FM và 5 chiếc còn lại có thể mang hai tên lửa. Tên lửa này quá dài để có thể mang trong thân tàu nên đã được gắn phía ngoài kế bên tháp kính tiềm vọng. Tàu ngầm B-67 đã thành công trong việc phóng tên lửa trong cuộc thử nghiệm vào ngày 16 tháng 9 năm 1955. NATO gọi loại tàu ngầm này là lớp Zulu.
Thiết kế Đề án 611 được dựa trên tàu ngầm Kiểu XXI của Đức trong chiến tranh thế giới thứ hai.
Sự thành công của Đề án 611 đã dẫn đến việc phát triển tàu ngầm Đề án 629 (Проекта 629).
Tổng cộng đã có 26 chiếc Đề án 611 đã được đóng và phục vụ từ năm 1952 đến 1957. 8 chiếc ở Leningrad và 18 chiếc ở Severodvinsk.